# Championnat d'Israël de football 2019-2020
Navigation
Édition précédente Édition suivante
La saison 2019-2020 est la 78e édition du championnat d'Israël de football. Elle oppose les quatorze meilleurs clubs d'Israël lors d'une première phase de vingt-six journées. À l'issue de cette première phase, les six premiers disputent la poule pour le titre, tandis que les huit derniers prennent part à la poule de relégation, qui voit les deux derniers être relégués en Liga Leumit.
Trois places qualificatives pour les compétitions européennes seront attribuées par le biais du championnat (1 place au premier tour de qualification de Ligue des champions 2020-2021 et 2 places au premier tour de qualification de Ligue Europa 2020-2021). Une place au premier tour de qualification pour la Ligue Europa sera garantie au vainqueur de la State Cup.
Le 13 mars 2020, le championnat est suspendu en raison de la pandémie de Covid-19 ; il reprend à huis clos le 30 mai 2020.
Le Maccabi Tel-Aviv remporte son 25e titre à l'issue de la 33e journée.

## Participants
| \| Beitar Jérusalem Bnei Yehoudah Sektzia Nes Tziona FC Ashdod Hapoël Tel-Aviv Hapoël Beer-Sheva Hapoël Haïfa Hapoël Kiryat Shmona Hapoël Raanana Maccabi Haïfa Hapoël Kfar Saba Maccabi Netanya Hapoël Hadera FC Maccabi Tel-Aviv \| Localisation des clubs. |
| Beitar Jérusalem Bnei Yehoudah Sektzia Nes Tziona FC Ashdod Hapoël Tel-Aviv Hapoël Beer-Sheva Hapoël Haïfa Hapoël Kiryat Shmona Hapoël Raanana Maccabi Haïfa Hapoël Kfar Saba Maccabi Netanya Hapoël Hadera FC Maccabi Tel-Aviv                               |

Légende des couleurs
- Deuxième tour de qualification de la Ligue des Champions 2019-2020
- Troisième tour de qualification de la Ligue Europa 2019-2020
- Premier tour de qualification de la Ligue Europa 2019-2020
- Promu de Liga Leumit 2018-2019

| Club                       | Classement 2018-2019 | Entraîneur       | Stade            | Capacité théorique |
| -------------------------- | -------------------- | ---------------- | ---------------- | ------------------ |
| Maccabi Tel-Aviv           | 1                    | Vladimir Ivić    | Stade Bloomfield | 29 400             |
| Maccabi Haïfa              | 2                    | Fred Rutten      | Stade Sammy-Ofer | 30 942             |
| Hapoël Beer-Sheva          | 3                    | Barak Bakhar     | Stade Turner     | 16 126             |
| Maccabi Netanya            | 4                    | Slobodan Drapić  | Stade de Netanya | 13 610             |
| Bnei Yehoudah              | 5                    | Yossi Abukasis   | Stade Bloomfield | 29 400             |
| Hapoël Hadera FC           | 6                    | Niso Avitan      | Stade de Netanya | 13 610             |
| Beitar Jérusalem           | 7                    | Guy Luzon        | Stade Teddy      | 31 733             |
| Hapoël Tel-Aviv FC         | 8                    | Kobi Refua       | Stade Bloomfield | 29 400             |
| Hapoël Raanana             | 9                    | Meni Koretski    | Stade HaMoshava  | 11 500             |
| Hapoël Kiryat Shmona       | 10                   | Haim Silvas      | Stade municipal  | 5 300              |
| Hapoël Haïfa               | 11                   | Nir Klinger      | Stade Sammy-Ofer | 30 942             |
| MS Ashdod                  | 12                   | Blagoja Milevski | Stade Yud-Alef   | 7 800              |
| Hapoël Kfar Saba           | 1(LL)                | Amir Turgeman    | Stade HaMoshava  | 11 500             |
| Sektzia Nes Tziona FC (en) | 2 (LL)               | Lior Zada        | Stade HaMoshava  | 11 500             |

## Compétition

### Première phase

#### Classement
Le classement est établi sur le barème de points classique (victoire à 3 points, match nul à 1, défaite à 0).
| Rang | Équipe                  | Pts | J  | G  | N  | P  | Bp | Bc | Diff |
| ---- | ----------------------- | --- | -- | -- | -- | -- | -- | -- | ---- |
| 1    | Maccabi Tel-Aviv T S    | 64  | 26 | 19 | 7  | 0  | 48 | 7  | +41  |
| 2    | Maccabi Haïfa           | 58  | 26 | 18 | 4  | 4  | 58 | 20 | +38  |
| 3    | Beitar Jérusalem        | 49  | 26 | 15 | 4  | 7  | 42 | 25 | +17  |
| 4    | Hapoël Beer-Sheva       | 44  | 26 | 13 | 5  | 8  | 33 | 23 | +10  |
| 5    | Hapoël Tel-Aviv         | 38  | 26 | 11 | 5  | 10 | 24 | 36 | -12  |
| 6    | Hapoël Haïfa            | 37  | 26 | 10 | 7  | 9  | 26 | 30 | -4   |
| 7    | Bnei Yehoudah           | 34  | 26 | 9  | 7  | 10 | 23 | 26 | -3   |
| 8    | Hapoël Hadera FC        | 34  | 26 | 9  | 7  | 10 | 24 | 28 | -4   |
| 9    | Maccabi Netanya         | 31  | 26 | 8  | 7  | 11 | 23 | 32 | -9   |
| 10   | MS Ashdod               | 28  | 26 | 6  | 10 | 10 | 30 | 33 | -3   |
| 11   | Hapoël Kfar Saba P      | 26  | 26 | 7  | 5  | 14 | 22 | 35 | -13  |
| 12   | Hapoël Kiryat Shmona    | 22  | 26 | 6  | 4  | 16 | 24 | 35 | -11  |
| 13   | Sektzia Nes Tziona FC P | 21  | 26 | 5  | 6  | 15 | 17 | 40 | -23  |
| 14   | Hapoël Raanana          | 16  | 26 | 2  | 10 | 14 | 20 | 44 | -24  |

Légende
- qualification pour la poule pour le titre
- qualification pour la poule de relégation

Abréviations
- T : Tenant du titre
- S : Vainqueur de la Supercoupe d'Israël 2019
- P : Promus de Liga Leumit liga 2018-2019

#### Poule pour le titre

##### Classement
Les clubs conservent la totalité des points acquis lors de la première phase.
| Rang | Équipe               | Pts | J  | G  | N  | P  | Bp | Bc | Diff |
| ---- | -------------------- | --- | -- | -- | -- | -- | -- | -- | ---- |
| 1    | Maccabi Tel-Aviv T S | 87  | 36 | 26 | 9  | 1  | 63 | 10 | +53  |
| 2    | Maccabi Haïfa        | 73  | 36 | 22 | 7  | 7  | 73 | 32 | +41  |
| 3    | Beitar Jérusalem     | 59  | 36 | 16 | 11 | 9  | 51 | 35 | +16  |
| 4    | Hapoël Beer-Sheva C  | 55  | 36 | 15 | 10 | 11 | 44 | 33 | +11  |
| 5    | Hapoël Tel-Aviv      | 48  | 36 | 14 | 6  | 16 | 31 | 55 | -24  |
| 6    | Hapoël Haïfa         | 47  | 36 | 12 | 11 | 13 | 39 | 46 | -7   |

Qualifications européennes
- 1er : premier tour de qualification de la Ligue des champions 2020-2021
- C, 2e et 3e : premier tour de qualification de la Ligue Europa 2020-2021

Abréviations
- T : Tenant du titre
- C : Vainqueur de la Coupe d'Israël 2019-2020
- S : Vainqueur de la Supercoupe d'Israël 2019

#### Poule de relégation

##### Classement
Les clubs conservent la totalité des points acquis lors de la première phase.
| Rang | Équipe                  | Pts | J  | G  | N  | P  | Bp | Bc | Diff |
| ---- | ----------------------- | --- | -- | -- | -- | -- | -- | -- | ---- |
| 7    | Bnei Yehoudah           | 49  | 33 | 13 | 10 | 10 | 40 | 30 | +10  |
| 8    | MS Ashdod               | 41  | 33 | 10 | 11 | 12 | 48 | 47 | +1   |
| 9    | Hapoël Hadera FC        | 40  | 33 | 10 | 10 | 13 | 33 | 42 | -9   |
| 10   | Maccabi Netanya         | 40  | 33 | 11 | 7  | 15 | 35 | 46 | -11  |
| 11   | Hapoël Kfar Saba P      | 38  | 33 | 10 | 8  | 15 | 28 | 38 | -10  |
| 12   | Hapoël Kiryat Shmona    | 32  | 33 | 9  | 5  | 19 | 30 | 43 | -13  |
| 13   | Sektzia Nes Tziona FC P | 32  | 33 | 8  | 8  | 17 | 23 | 46 | -23  |
| 14   | Hapoël Raanana          | 17  | 33 | 2  | 11 | 20 | 27 | 62 | -35  |

Légende
- 13e et 14e : relégation en Liga Leumit

Abréviations
- P : Promus de Liga Leumit 2018-2019

## Bilan de la saison
| Championnat d'Israël de football 2019-2020                        |                              |
| Champion                                                          | Maccabi Tel-Aviv (25e titre) |
| Coupes et trophées                                                |                              |
| Vainqueur de la Coupe d'Israël 2019-2020                          | Hapoël Beer-Sheva            |
| Qualifications continentales                                      |                              |
| Ligue des champions de l'UEFA 2020-2021                           | Maccabi Tel-Aviv             |
| Ligue Europa 2020-2021                                            | Maccabi Haïfa                |
| Ligue Europa 2020-2021                                            | Beitar Jérusalem             |
| Ligue Europa 2020-2021                                            | Hapoël Beer-Sheva            |
| Promotions et relégations                                         |                              |
| Promus en Championnat d'Israël de football                        | Maccabi Petah-Tikva          |
| Promus en Championnat d'Israël de football                        | Bnei Sakhnin FC              |
| Relégués en Championnat d'Israël de football de deuxième division | Sektzia Nes Tziona FC        |
| Relégués en Championnat d'Israël de football de deuxième division | Hapoël Raanana               |